# Antonio Mattiazzo
Antonio Mattiazzo (Rottanova di Cavarzere, 1940. április 20.) a katolikus egyház olasz elöljárója, 1989 és 2015 között Pádua püspöke volt érseki személyi címmel. A Szentszék diplomáciai szolgálatában dolgozott, elefántcsontparti apostoli nuncius volt, Burkina Fasóban és Nigerben 1985 és 1989 között.

## Élete
Antonio Mattiazzo 1940. április 20-án született Rottanova di Cavarzerében, Olaszországban, ahová családja Salettóból költözött munkát keresni. 1951-ben lépett be a padovai szemináriumba, és 1964. július 5-én szentelték pappá.
Diplomáciai pályára készülve 1964-ben beiratkozott a Pápai Egyházi Akadémiára. A Lateráni Pápai Egyetemen is tanult. Korai diplomáciai megbízatásai között szerepelt Nicaragua, az Egyesült Államok, Brazília, Franciaország és Rómában a Pápai Államtitkárság irodája. 1985. november 16-án II. János Pál pápa Virunum címzetes érsekévé, elefántcsontparti apostoli nunciussá, valamint Burkina Faso és Niger apostoli pro-nunciusává nevezte ki. Püspökké 1985. december 14-én Agostino Casaroli bíboros szentelte Filippo Franceschi és Girolamo Bortignon segédletével. II. János Pál pápa 1989. július 5-én Padova püspökévé nevezte ki érseki személyes címmel. Szeptember 17-én iktatták be. Ferenc pápa 2015. július 18-án elfogadta lemondását.

## Fordítás
Ez a szócikk részben vagy egészben  az   Antonio Mattiazzo című angol Wikipédia-szócikk ezen változatának fordításán alapul.  Az eredeti cikk szerkesztőit annak laptörténete sorolja fel. Ez a jelzés csupán a megfogalmazás eredetét és a szerzői jogokat jelzi, nem szolgál a cikkben szereplő információk forrásmegjelöléseként.